# 德赛甘杰
德赛甘杰（Desaiganj），是印度马哈拉施特拉邦Gadchiroli县的一个城镇。总人口24786（2001年）。

## 人口
该地2001年总人口24786人，其中男性12686人，女性12100人；0—6岁人口3298人，其中男1733人，女1565人；识字率69.43%，其中男性为76.73%，女性为61.79%。